# Basalto toleítico
El basalto toleítico o toleíta es una roca magmática básica (hiposilícea; {\displaystyle {\ce {SiO2}}}= 45-52 % en peso), efusiva, que toma su nombre de la localidad alemana de Tholey.

## Mineralogía
Por su composición se clasifica como roca magmática subalcalina (sobresaturada en sílice). Está caracterizada mineralógicamente por la presencia de dos clinopiroxenos: augita y pigeonita. Los ortopiroxenos se presentan más raramente. Entre las demás fases son abundantes las plagioclasas, mientras el olivino (a menudo alterado) está presente sólo en los basaltos toleíticos de transición que se emiten en los fondos oceánicos. Entre los minerales accesorios el más común es la magnetita. En las rocas subefusivas está a menudo presente también el cuarzo, en cristales halotriomorfos interdigitados de feldespato.

## Caracterización geoquímica
Los basaltos toleíticos y sus derivados (especialmente las andesitas toleíticas) son quizás el litotipo más abundante de la superficie de la corteza. Su génesis se asocia generalmente con movimientos extensionales tanto en ambientes continentales como oceánicos, donde definen las grandes provincias ígneas CLIP, acrónimo del inglés Large Igneous Provinces). En Europa continental representan los llamados CFB (Continental Flood Basalts), todos relacionados con la tectónica de placas y separación de los continentes. Entre las provincias toleíticas de este tipo, las más conocidas son las asociadas con la separación de los supercontinentes Pangea y Gondwana . Estos incluyen la Provincia magmática del Atlántico Central (extendida en América del Sur, América del Norte, África y Europa), la provincia de Paraná-Etendeka (América del Sur y África), los traps Siberianos (desde Siberia hasta las Repúblicas Bálticas), la provincia de Karoo (África) y las toleítas de Ferrar (Antártida, Australia y Tasmania).
En la corteza oceánica, las toleítas están asociadas con tres procesos tectónicos diferentes, dos de los cuales se refieren a tectónicas extensivas y uno compresivo. Los casos de extensión se refieren a las toleítas de dorsales oceánicas y las toleítas de retroarco. Los primeros representan los llamados MORB (Middle Ocean Ridge Basalts), que se emiten cuando dos placas oceánicas divergen. Estos últimos se asocian con un período extensional detrás de un sistema orogénico arco-isla, en el cual dos placas oceánicas chocan y una subduce a la otra. El caso compresivo se refiere a las toleítas de arco. Estos son basaltos que generalmente se forman en el área denominada pre-arco, siempre en un contexto arco-isla. Estos últimos litotipos se distinguen químicamente de otros basaltos toleíticos porque muestran un mayor contenido de alúmina: {\displaystyle {\ce {Al2O3}}}. Todas las series de toleítas tienen origen común, representado por el fraccionamiento tardío de la magnetita, como consecuencia de una actividad reducida (fugacidad) del oxígeno. Esta situación se interpreta como el resultado de un alto grado de fusión por una fuente peridotítica prácticamente anhidra. Dado que las toleítas químicamente discriminantes no son ni álcalis ni sílice, se deduce que el cuadro de clasificación TAS (Total Alkali Silica) no puede discriminar basaltos toleíticos de otros basaltos subalcalinos.